# Carl Gottlob Horn
Carl Gottlob Horn (* 1734 in Pirna, Sachsen; † 1. Mai 1807 in Emkendorf, Holstein) war ein deutscher Architekt und Baumeister sowie Innenarchitekt und zugleich Landschaftsarchitekt, der ausschließlich im Dienst des Kaufmanns Heinrich Carl Graf von Schimmelmann stand. Horn baute in Holstein mehrere Herrenhäuser mit entsprechenden Parkanlagen und war ein typischer Repräsentant des klassizistischen Baustils.

## Leben

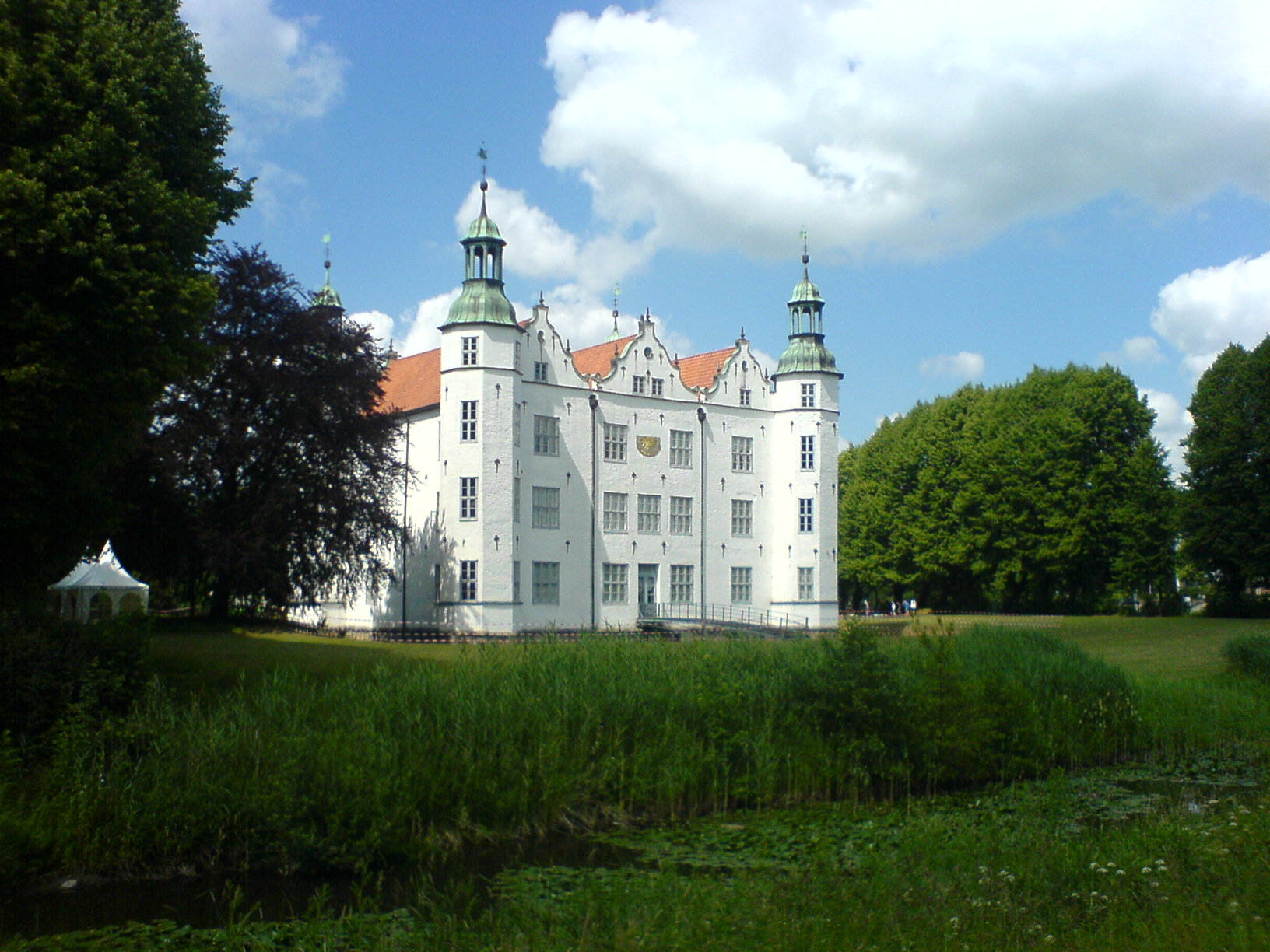
Schloss Ahrensburg

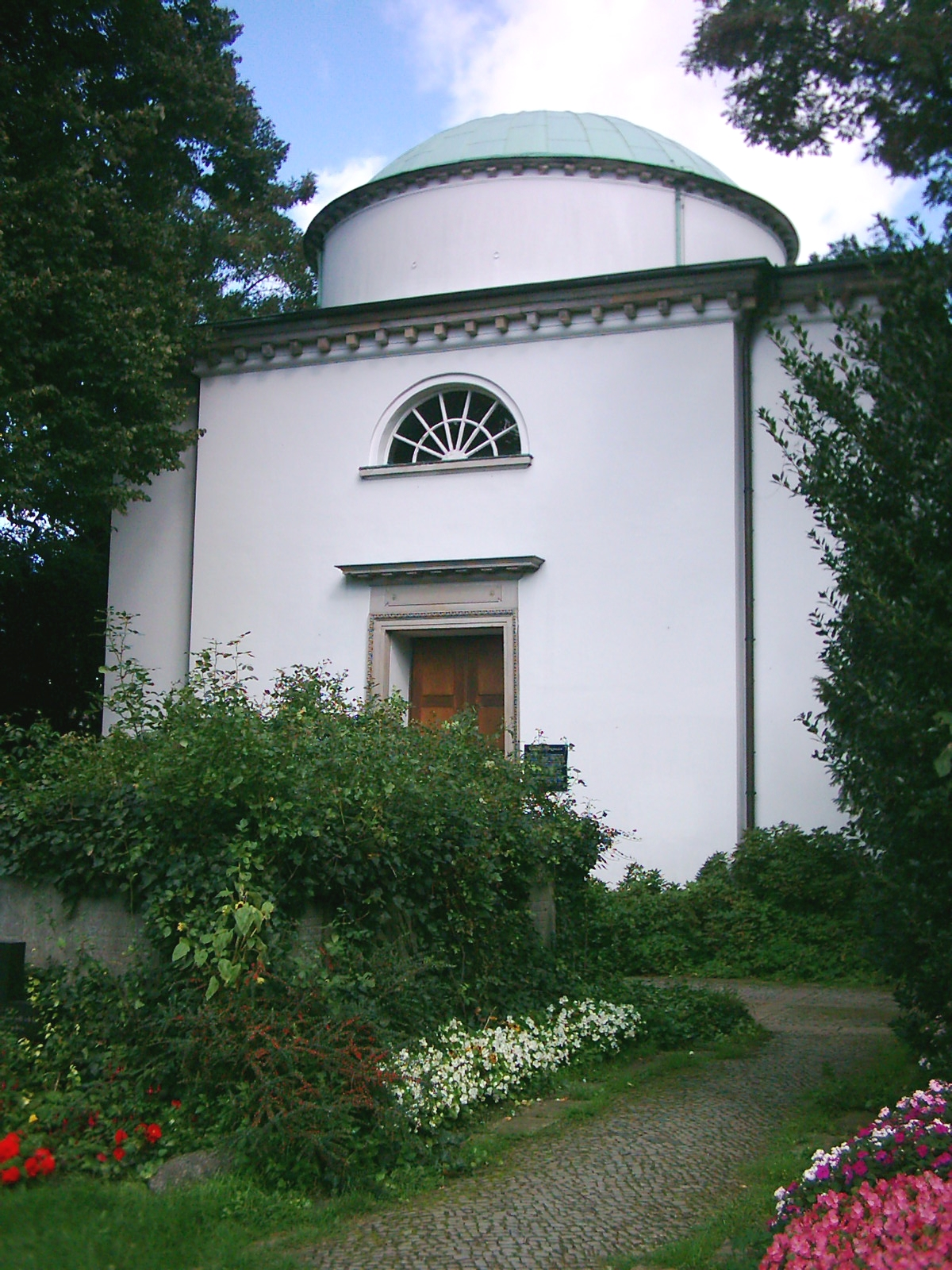
Das Schimmelmann-Mausoleum in Hamburg-Wandsbek

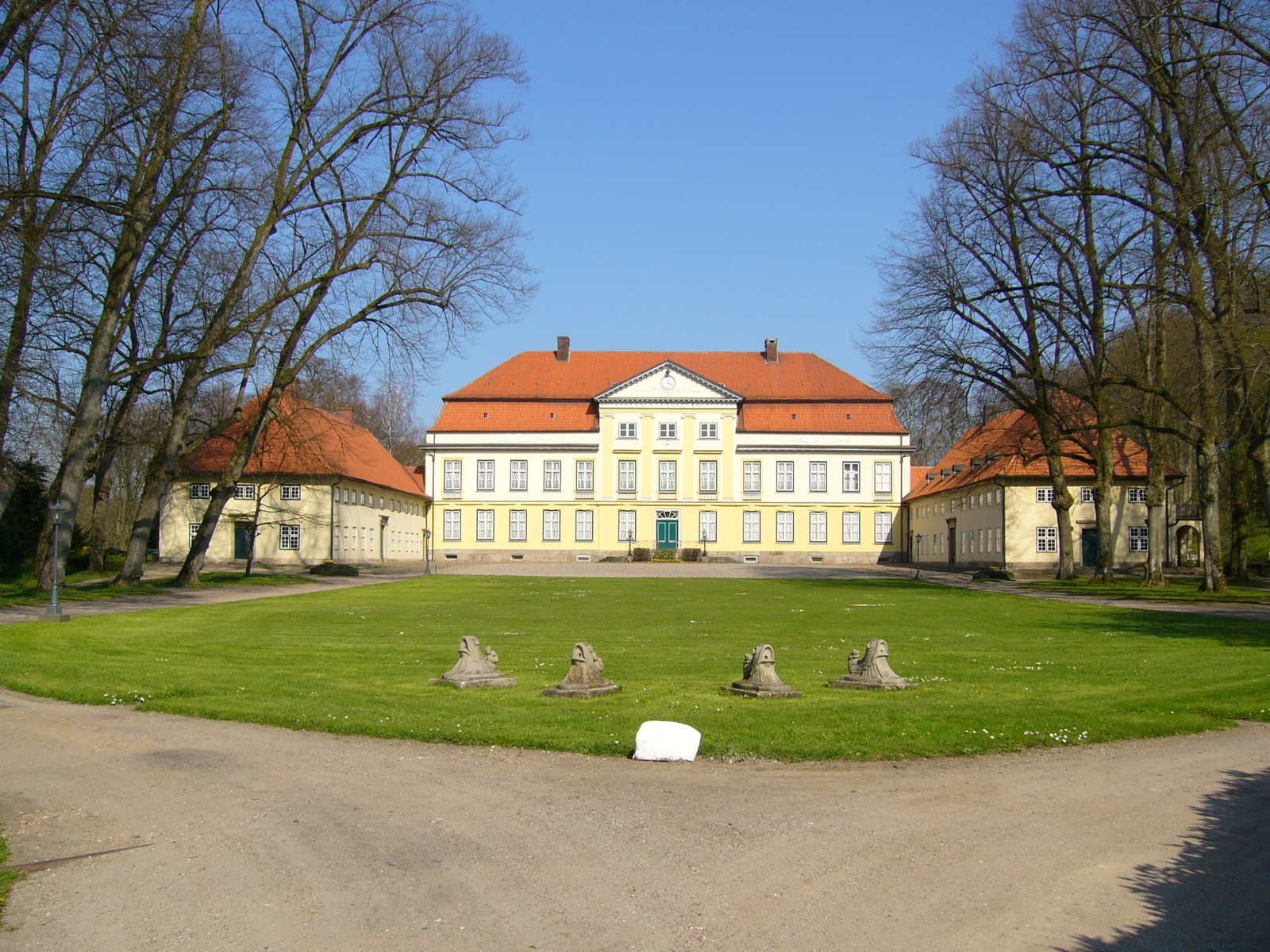
Herrenhaus von Gut Emkendorf

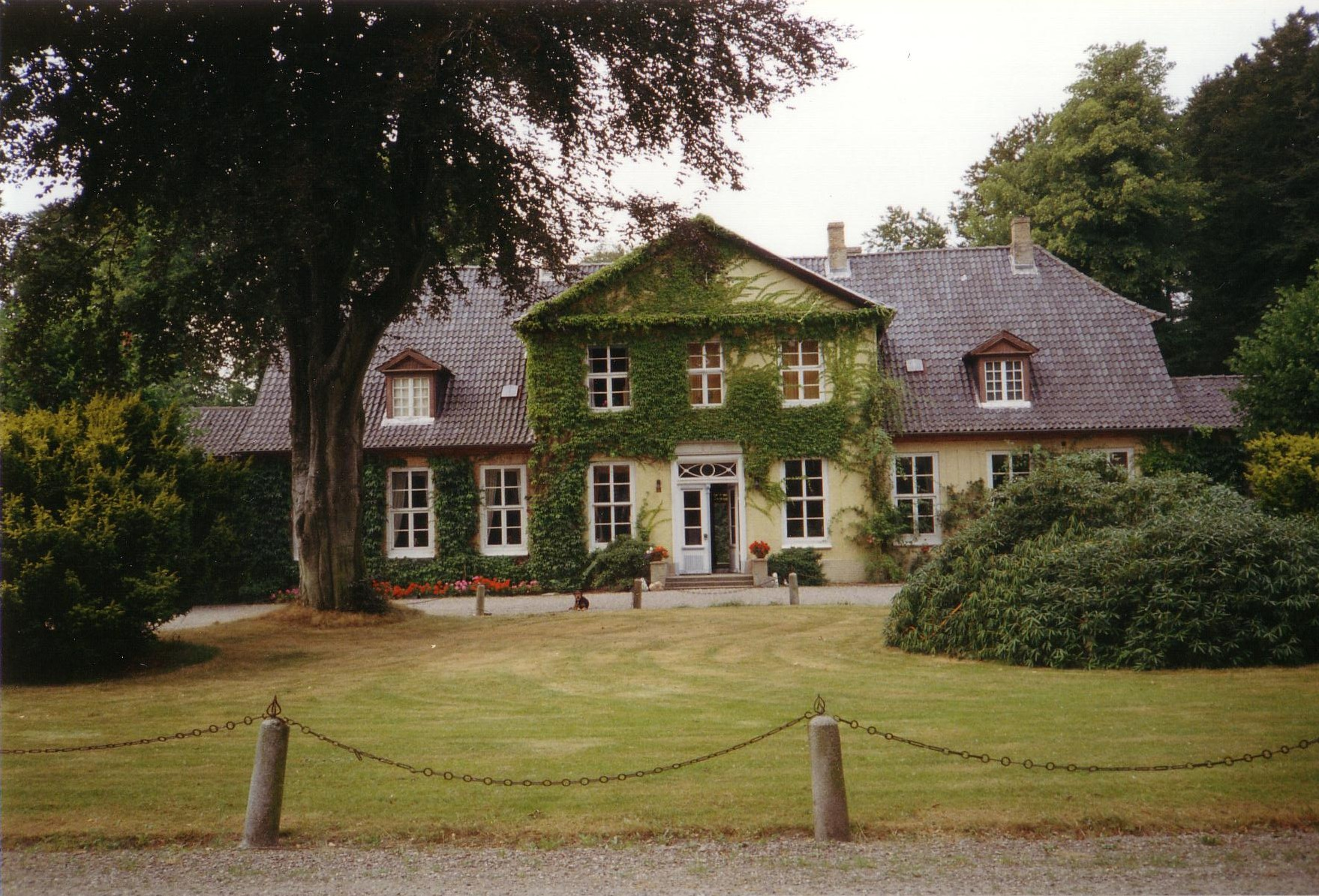
Herrenhaus von Gut Falkenberg

Nach seinen Studien- und ersten Berufsjahren in Dresden trat Horn, der sich stark vom Franzosen Nicolas-Henri Jardin (1720–1799) beeinflussen ließ, im Jahr 1756 in die Dienste des „reichsten Mannes Europas“, des Kaufmanns Heinrich Carl Graf von Schimmelmann (1724–1782), und arbeitete seitdem ausschließlich für ihn und dessen Familie. Schimmelmann war in den Jahren 1744–1757 in Dresden als Kaufmann und Diplomat tätig gewesen und wohl damals auf Horn aufmerksam geworden.
Nach einer Studienreise durch Frankreich (1763) erhielt Horn im Jahr 1766 zunächst den Auftrag, Schloss Ahrensburg umzubauen, das Schimmelmann 1759 erworben hatte. Für den Innenausbau war Horns Landsmann Johan August Rothe (1734 bis nach 1801) verantwortlich, den Schimmelmann schon zuvor aus Sachsen geholt und mit dem Bau eines Brauhauses in Ahrensburg beauftragt hatte. Die gemalten Tapeten im Stil des klassischen Altertums wurden später von Giuseppe Anselmo Pellicia gefertigt, der für seinen pompejianischen Stil bekannt war.
Anschließend errichtete Horn in den Jahren 1772–1778 auf den alten Fundamenten der Wandesburg nach Vorentwürfen des Italieners Giovanni Antonio Antolini das neue Schloss Wandsbek, ein schmuckvolles Herrenhaus mit Schloss-Charakter, das allerdings 1861 abgebrochen wurde. Die Stuckarbeiten stammten vermutlich von Francesco Antonio Tadey. Nach dem Tod Schimmelmanns 1782 ging der Besitz an dessen Sohn Carl Christian über. Erst in den Jahren 1787–1791 baute Horn das Schimmelmann’sche Mausoleum auf dem Friedhof der Christuskirche.
In den Jahren 1782/1783 machte Horn die ersten Pläne zum Umbau von Gut Knoop, die eigentlich den bloßen Umbau des alten Wasserschlosses auf der Burginsel vorsahen. Heinrich Friedrich Graf von Baudissin (1753–1818), dänischer General und Gesandter in Berlin, hatte nach seiner Heirat mit Schimmelmanns Tochter Caroline (1760–1826) das Gut übernommen und begonnen, es mit Hilfe des Vermögens seiner Frau durchgreifend umzugestalten. Doch nach dem Bau des Schleswig-Holsteinischen Canals (1777–1784) entschlossen sich die Baudissins, das Herrenhaus völlig neu zu bauen, weshalb Horns Pläne nicht umgesetzt wurden. Die Gutsbesitzer betrauten stattdessen den jungen dänischen Architekten Axel Bundsen (1768–1832) mit dem Neubau, die Stuckarbeiten erledigte wieder Tadey. Die Gestaltung des umgebenden Landschaftsparks im englischen Stil blieb allerdings Horn vorbehalten. Er bezog um 1790 das Kanalufer in die harmonisch modellierte Parklandschaft mit Teichen und ihrem Wechselspiel aus offenen Rasenflächen und Baumgruppen ein.
Ab 1791 widmete sich Horn den Umbauplänen von Gut Emkendorf im heutigen Kreis Rendsburg-Eckernförde, das Friedrich Graf von Reventlow (1754–1828) im Jahr 1783 von seinem Vater Heinrich geerbt hatte, und gab ihm sein heutiges Aussehen. Zu diesen Umbaumaßnahmen wurden wieder der italienische Maler Pellicia und der Stuckateur Tadey hinzugezogen. Reventlow hatte 1779 Schimmelmanns Tochter Juliane (1762–1816) geheiratet. Der immense Reichtum ihres Vaters machte es möglich, das ganze Haus, das das junge Ehepaar 1789 bezogen hatte, in klassizistischem Stil umzugestalten.
Anschließend baute Horn in den Jahren 1796–1804 für den dänischen Kammerherrn und Generalmajor Heinrich Graf von Reventlou (1763–1848), das Herrenhaus auf Gut Falkenberg (Gemeinde Lürschau). Die Wandmalereien stammen wieder vom Italiener Pellicia. Reventlou, verheiratet mit Sophie Gräfin von Baudissin (1778–1853), hatte Ende des 18. Jahrhunderts das Gebiet um den ehemaligen Freihof „Ruhekrug“ gekauft, um dort seine neue Hofanlage aufzubauen, der er den Namen „Falkenberg“ gab.
Nur drei Jahre nach Fertigstellung der Baumaßnahmen auf Falkenberg verstarb Horn im Jahr 1807 in Emkendorf.